# پیتر بیرد
پیتر هیل بیرد (انگلیسی: Peter Hill Beard) زاده ۲۲ ژانویه ۱۹۳۸، عکاس، هنرمند، روزنامه‌نگار، و نویسنده اهل ایالات متحده آمریکا بود که برای مجموعه عکس‌هایش از حیات وحش شهرت داشت. 
بیرد نزدیک به شصت سال در حرفه عکاسی فعالیت می‌کرد و مجموعه عکس‌هایش از حیات وحش در آفریقا و همچنین از مدل‌های مختلف او را به چهره سرشناسی در عکاسی هنری تبدیل کرد. 

## درگذشت
وی که در اواخر عمر خود از بیماری زوال عقل رنج می‌برد از تاریخ ۳۱ مارس ۲۰۲۰ تا ۱۹ آوریل ۲۰۲۰ بمدت ۱۹ روز ناپدید شده بود تا جسد وی در نزدیکی محل زندگی‌اش در شهر مونتاوک، نیویورک یافته شد.